# Flyboard

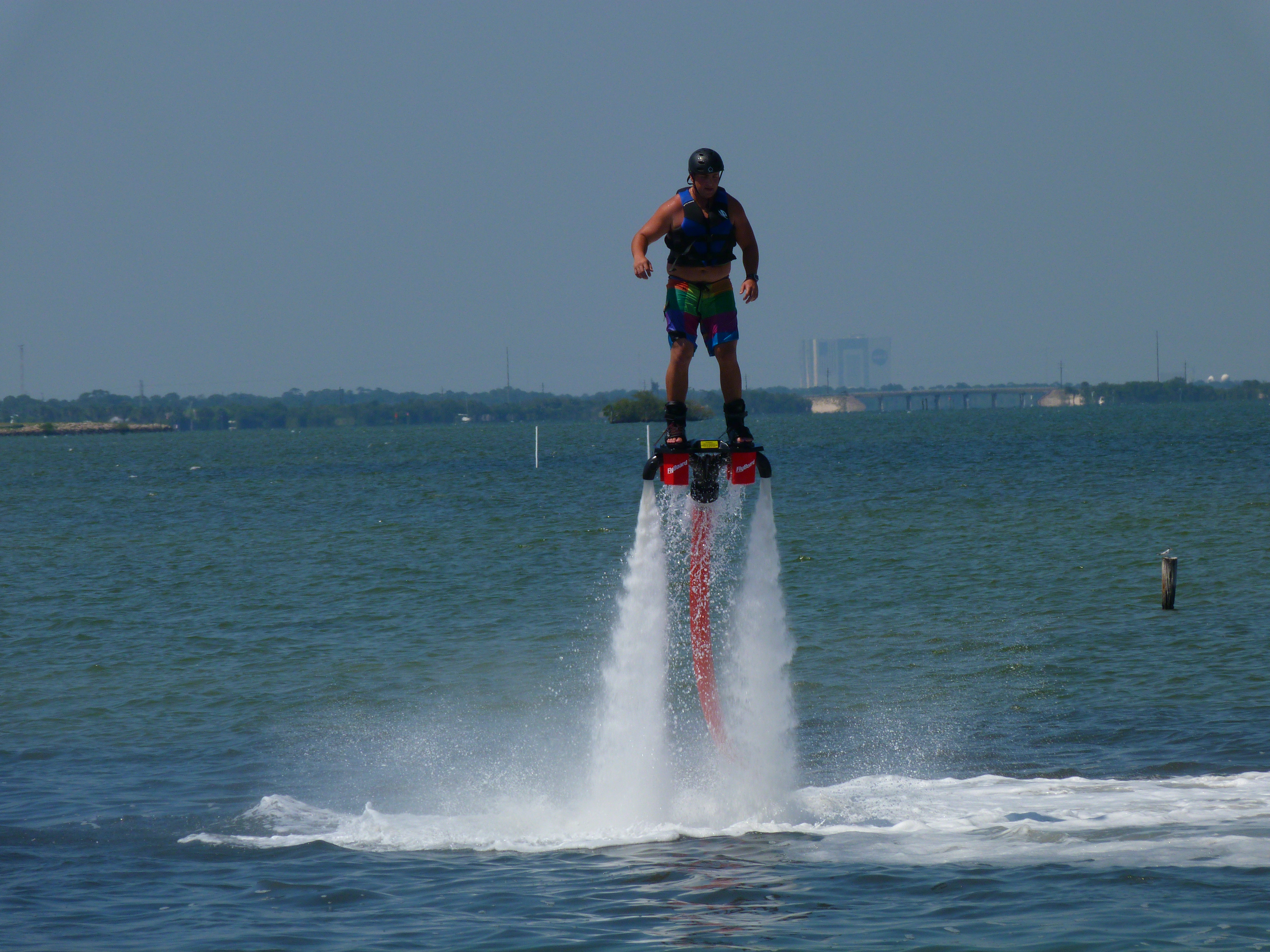
Flyboard w użyciu

Flyboard – urządzenie służące do uprawiania ekstremalnych sportów wodnych. Na urządzeniu można wykonywać różnorodne akrobacje w wodzie i w powietrzu (wznoszenie się nawet na 18 metrów ponad poziom wody), poruszanie się z dużą prędkością pod jej powierzchnią.
Flyboard został wynaleziony przez mistrza świata w pływaniu na skuterach wodnych i założyciela przedsiębiorstwa Zapata Racing, Franky’ego Zapatę w 2011 roku.

## Technologia
Siłą napędową każdego Flyboarda jest skuter wodny o mocy co najmniej 100–150 koni mechanicznych. Swoboda ruchu na urządzeniu jest ograniczona długością węża (zazwyczaj około 18–23 metrów). Moc turbiny skutera jest wykorzystywana do wytworzenia dwóch strumieni wody pod ciśnieniem, które unoszą urządzenie nad powierzchnię wody i pozwalają na kontrolę toru lotu. Początkowo standardowo stosowany był również dodatkowy mechanizm kontroli toru lotu w postaci ręcznych stabilizatorów.

## Rozwój technologii

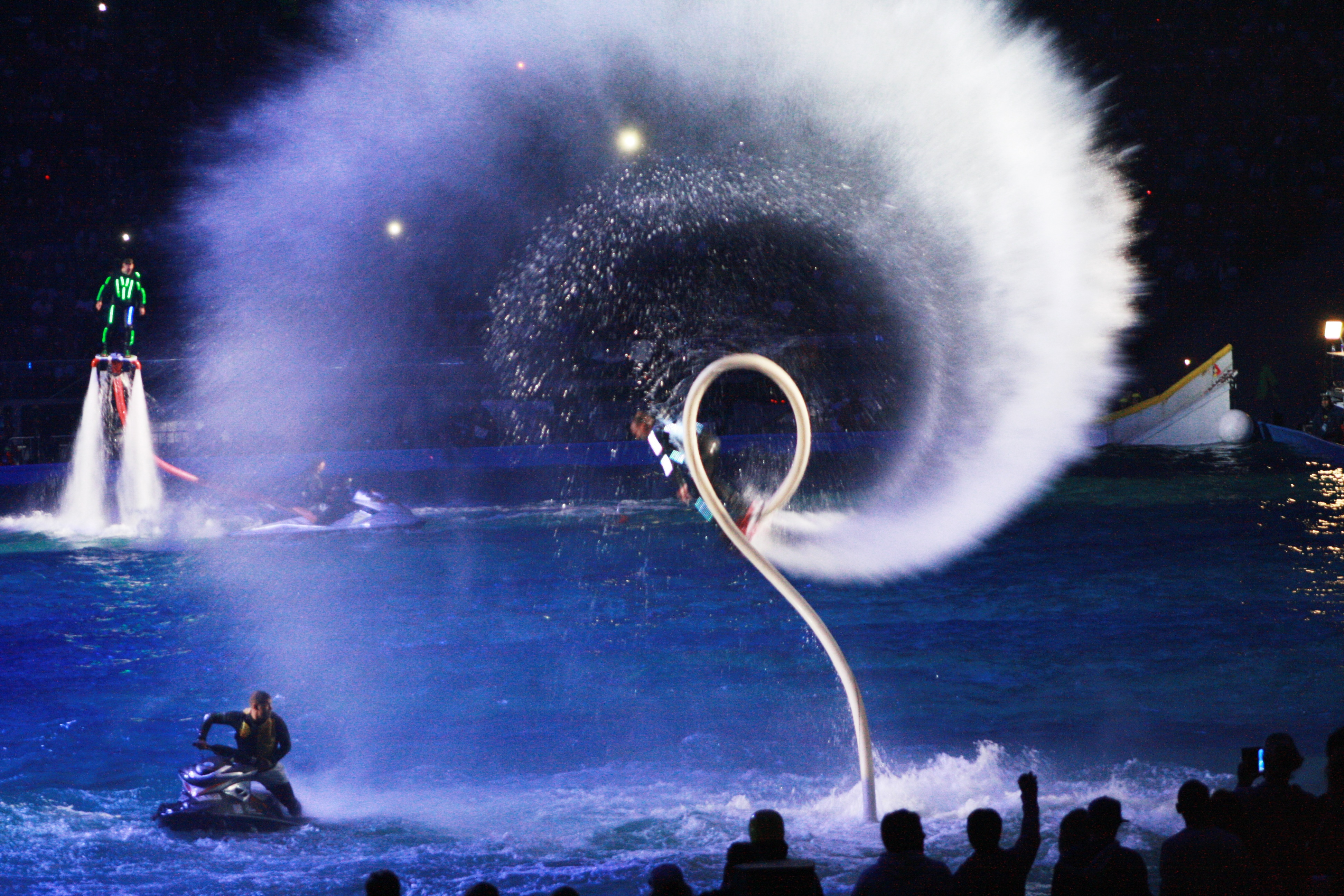
Akrobacje na flyboardach w czasie mistrzostw świata w windsurfingu na Stadionie Narodowym w Warszawie, 2014

(2016) Flyboard Air – najnowsza generacja urządzenia niewprowadzona jeszcze do dystrybucji. Konstrukcja dotychczasowych Flyboardów została zmodyfikowana aby umożliwić zastosowanie niezależnego napędu.
(2015) Flyboard Pro Series – druga generacja urządzenia ważąca 7 kg.
(2013) Flyboard Legend – udoskonalona wersja urządzenia pierwszej generacji. Dzięki udoskonaleniom technicznym możliwe było uzyskanie większej kontroli nad lotem oraz rezygnacja ze stabilizatorów ręcznych.
(2012) Flyboard Legend – pierwsza generacja urządzenia ważąca blisko 14 kg. Do wprowadzenia kolejnej wersji urządzenia stosowana ze stabilizatorami ręcznymi oferującymi dwa dodatkowe strumienie wody pomagające w zachowaniu kontroli na kierunkiem lotu.

### Przelot nad La Manche
W 2019 Franky Zapata przeleciał nad kanałem La Manche, aby uczcić 110 rocznicę pierwszego przelotu nad tym kanałem (przelotu dokonał Louis Blériot samolotem jednopłatowym). W tym samym roku Zapata wziął udział w paryskiej defiladzie z okazji 14 lipca lecąc na flyboardzie.

## Zawody na świecie
Mistrzostwa Świata organizowane są od 2012 roku – dotychczas w Katarze i ZEA.
(2015) Dubaj, ZEA
(2014) Dubaj, ZEA
- Złoto – Suksan Thongthai (Tajlandia)
- Srebro – Damone Rippy (USA)
- Brąz- Jake Orel (USA)

(2013) Doha, Katar
- Złoto – Suksan Thongthai (Tajlandia)
- Srebro – Cooper Riggs (USA)
- Brąz – Ben Merrell (USA)

(2012) Doha, Katar
- Złoto – Stéphane Prayas (Francja)
- Srebro – Petter Berglund (Szwecja)
- Brąz – Trey Andrews (USA)

### Zawody w Polsce

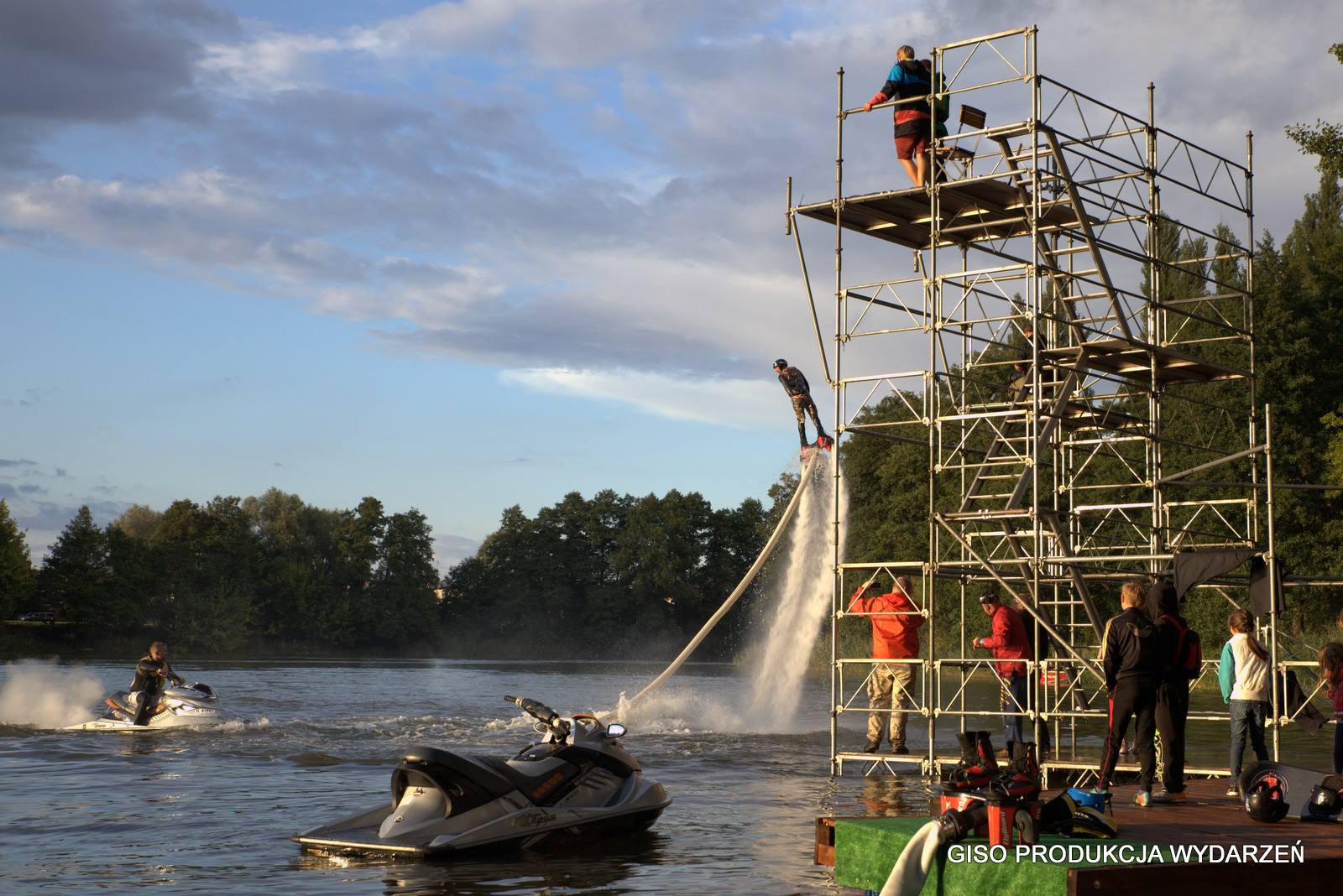
Robert Jaszczołd, Mistrz Polski 2014

Pierwsze zawody zorganizowane przez Polski Związek Hydro-odrzutowy odbyły się w 2014 roku w Dębnie (Hydro – Odrzutowe Mistrzostwa Polski Dębno Water Show 2014).
W historycznych, pierwszych zawodach wystartowało 9 zawodników. Zawodnicy w fazie grupowej mieli dwa przeloty. Lepszy wynik decydował o pozycji w grupie. Z każdej grupy do finału awansowało dwóch zawodników.
Zawodnicy latali na urządzeniach Zapata Racing Flyboard model 2013 i 2014.